# 折笠弥生
折笠 弥生（おりかさ やよい、1990年11月24日-)は、日本のAV女優。
身長:160cm。スリーサイズ:B88(D)・W58・H89。

## 略歴・人物
2010年にデビューしたロリ系のAV女優である。

## 出演作品

### アダルトビデオ
2010年
- スポーツ強豪校の超カワイイ女子マネージャー達はやっぱり部室で男子部員にヤラれている!（1月21日、Hunter）他出演:河純ひなみ、遠藤かな、高倉舞、あんなさくら
- HOT TOGETHER!! vol.18（7月23日、プレステージ）共演：瀬名あゆむ、中山エリス
- 幼姦 9（7月25日、プラネットプラス）
- 女子キャンナウ 01（8月24日、プレステージ）
- ビーチでオトした極上ビキニを、口説いて脱がして生ホ○ミー。@沖縄（8月24日、プレステージ）他出演:瀬名あゆむ、三津谷真希、葉山由佳、中山エリス